# Neptune Beach
Neptune Beach é uma cidade localizada no estado americano da Flórida, no condado de Duval. Foi incorporada em 1931.

## Geografia
De acordo com o United States Census Bureau, a cidade tem uma área de 17,7 km², onde 6 km² estão cobertos por terra e 11,7 km² por água.

### Localidades na vizinhança
O diagrama seguinte representa as localidades num raio de 32 km ao redor de Neptune Beach.

## Demografia
Segundo o censo nacional de 2010, a sua população é de 7 037 habitantes e sua densidade populacional é de 1 166,1 hab/km². Possui 3 493 residências, que resulta em uma densidade de 578,82 residências/km².